# Drepanophora tuberculata
Drepanophora tuberculata är en mossdjursart som först beskrevs av Osburn 1914.  Drepanophora tuberculata ingår i släktet Drepanophora och familjen Lepraliellidae.
Artens utbredningsområde är Mexikanska golfen. Inga underarter finns listade i Catalogue of Life.